# Bota de Oro 1967-68

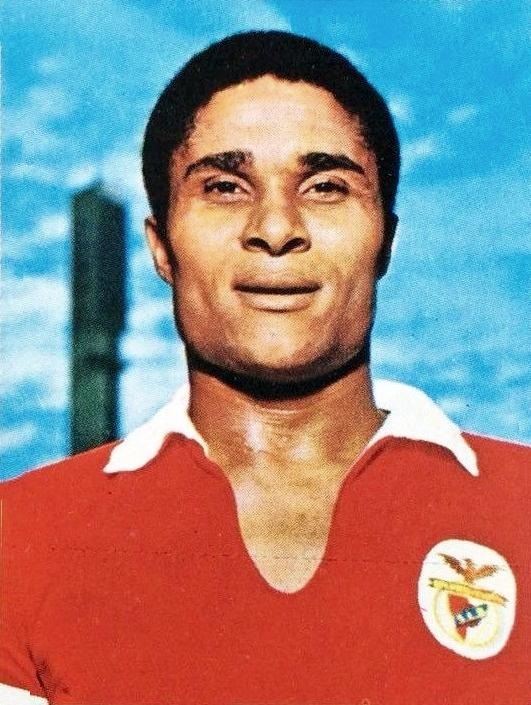
Eusébio, ganador del primer trofeo.

La Bota de Oro 1967-68 fue un premio entregado por la asociación europea European Sports Magazines al futbolista que logró la mayor cantidad de goles en la temporada europea.
El ganador de este premio fue el jugador portugués Eusébio por haber conseguido 42 goles en la Primera División de Portugal. Eusébio ganó la bota de oro cuando jugaba para el equipo Sport Lisboa e Benfica.

## Resultados
| Posición | Futbolista   | Club                   | Campeonato                   | Goles |
| -------- | ------------ | ---------------------- | ---------------------------- | ----- |
| 1        | Eusébio      | Sport Lisboa e Benfica | Primera División de Portugal | 42    |
| 2        | Antal Dunai  | Újpest FC              | Nemzeti Bajnokság I          | 36    |
| 3        | Bobby Lennox | Celtic FC              | Premier League de Escocia    | 32    |